# Cercocebus sanjei
Cercocebus sanjei és una espècie amenaçada de mico del Vell Món que viu a Tanzània.
Mesura uns 50-65 cm de llargada (sense comptar la cua) i pesa 5-6 kg (femelles) o uns 10 kg (mascles). És de color grisenc. Viu en boscos de vall, però passa gran part del temps a terra.